# José María Michavila
José María Michavila Núñez (Madrid, 28 de marzo de 1960) es un abogado, empresario, profesor y expolítico español. Es socio fundador del despacho MA Abogados  y del Multi Family Office MDF (Michavila de Fernando) Family Partners. Licenciado en Historia Contemporánea, doctor en Derecho, letrado del Consejo de Estado y consejero de Estado. Fue diputado del Partido Popular de 1993 a 2009 y miembro del Gobierno de España los ocho años que lo presidió José María Aznar (1996-2004). Es padre de cinco hijos. Es hermano del sociólogo Narciso Michavila.

## Vida personal y familia
Se casó en 1993 con Irene Vázquez Romero (n. 15/03/1973). Licenciada en economía y experta en Marketing y Publicidad. Quien fue directora de Marketing en Antena 3 y posteriormente trabajó en la empresa norteamericana Leo Burnett. Profesora y asesora académica de la Universidad Francisco Vitoria. Autora del blog “Vida Pública. Pasen y Vean". El matrimonio tuvo cinco hijos.
Irene falleció el 22 de noviembre de 2013. El 1 de noviembre había dado a luz al quinto hijo del matrimonio.
Casó en segundas nupcias con Alejandra María de Salinas Harnden  (n. 1976), exmarquesa consorte de Saavedra. La boda tuvo lugar el 1 de mayo de 2021. Alejandra María es sobrina segunda de Mercedes y Lorenzo Milá.

## Formación académica
José María Michavila se licenció con Premio Extraordinario en Derecho (1984), obteniendo el mejor expediente de su curso en la Universidad Complutense de Madrid.
En 1985 se Licencia en Historia Contemporánea. En 1987 obtiene Premio Extraordinario en el Doctorado en Derecho-Administrativo Económico con su tesis sobre el control del Banco de España sobre la constitución de entidades financieras. 
En 1988 aprueba con el número uno la oposición a Letrado del Consejo de Estado. En 1991 aprueba las oposiciones a profesor titular de Derecho Administrativo en la Universidad Complutense de Madrid. 
Realiza un posgrado en el London School of Economics y en la Universidad de Harvard.
Es premiado por el Gobierno de Japón con una beca de estudios a los mejores currículums de la Unión Europea en 1989. También es reconocido con una beca del British Council (1986) y recibe otra beca de estudio de los gobiernos de Francia (1993) y Estados Unidos (1994).

## Trayectoria profesional
Afiliado a las juventudes de la UCD (Unión Centro Democrático), fundó mientras era alumno de la Universidad Complutense la “Asociación Liberal 1812”. Desde ella impulsó la defensa del Estado de Derecho y la Libertad de expresión. 
En 1984-1985 recibe la beca de estudios y es nombrado profesor asociado en el Departamento de Derecho Administrativo de la Universidad Complutense de Madrid. Al mismo tiempo funda su propio despacho de abogados especializado en Derecho Bancario, Financiero y Regulatorio.
Desde 1988 ejerce como Letrado del Consejo de Estado en la sección de Economía y Hacienda.
En 1990 es elegido Secretario General de la Universidad Complutense de Madrid, convirtiéndose en la persona más joven en desempeñar ese puesto. Como Secretario General contribuyó a la creación del Real Centro Colegio Complutense Juan Carlos I en la Universidad de Harvard (RCC) y los Cursos de Verano de El Escorial.
En 1992 colaboró en la fundación del Instituto de Estudios Bursátiles (IEB) del que fue Primer Secretario General.

## Actividad política
El 6 de febrero de 1993 en el XI Congreso del Partido Popular y a propuesta de su presidente José María Aznar fue nombrado Secretario de Estudios y Programas. Desde esta responsabilidad lideró la elaboración de los programas electorales con los que el Partido Popular ganó por primera vez las elecciones europeas (1994), las elecciones municipales y autonómicas (1995) y las elecciones generales (1996). Desde entonces y hasta 2004 fue miembro del Comité Ejecutivo Nacional y Diputado en el Congreso de los Diputados. 
De 1996 a 2000 desempeñó el cargo de Secretario de Estado de Relaciones con las Cortes, adscrito a Presidencia de Gobierno. Su función esencial era garantizar la estabilidad parlamentaria del gobierno. Esta fue la primera legislatura democrática que duró los cuatro años. Así mismo le correspondió la negociación con los grupos Parlamentarios para impulsar la tarea legislativa de un gobierno que no tenía mayoría absoluta. 
Durante este periodo impulsa el diálogo entre los grupos parlamentarios, aprobándose numerosas leyes para la modernización de España. 
Tras ganar las elecciones el 5 de abril del 2000 por mayoría absoluta, es nombrado Secretario de Estado de Justicia.Y en marzo de 2002 es nombrado Ministro de Justicia convirtiéndose en el ministro más joven del Gobierno. 
Junto con Ángel Acebes impulsó el Pacto Antiterrorista y el Pacto de Estado para la reforma de la justicia. Ambos acuerdos sirvieron para luchar desde la superioridad ética de la democracia contra el terrorismo, “sólo con la Ley pero con toda la ley".
Fruto de esos acuerdos se elaboró entre otras la Ley de Partidos Políticos aprobada el 27 de junio de 2002. La propia ley en su preámbulo I explica su funcionalidad en el contexto social del momento diciendo “El objetivo es garantizar el funcionamiento del sistema democrático y las libertades esenciales de los ciudadanos, impidiendo que un partido político pueda, de forma reiterada y grave, atentar contra ese régimen democrático de libertades, justificar el racismo y la xenofobia o apoyar políticamente la violencia y las actividades de bandas terroristas”. Tras el atentado de Santa Pola por el cual la banda terrorista ETA asesino a la hija de un Guardia Civil de 6 años y a un transeúnte, y dejó a 40 heridos, el Partido Popular aplicó esta ley para ilegalizar a Batasuna por su relación con dicha banda terrorista. Interponiendo una demanda el 3 de septiembre de 2002 contra la formación que Michavila caracterizó como “la demanda de la democracia contra el terrorismo". Dicha demanda culminó con la ilegalización del brazo político de ETA  por unanimidad del Tribunal Supremo en la sentencia 2133/2003 de 28 de marzo de 2003.
Dentro del Pacto de Estado se llevaron a cabo medidas contras los actos realizados por la Kale Borroka otorgando cierta responsabilidad a los menores de esa organización terrorista para que fueran estos y subsidiariamente sus padres los que respondieran por sus actos vandálicos que pasaron de ser más de 100 al mes a desparecer casi por completo.
Se aprobó la Ley Orgánica de medidas de reforma para el cumplimiento íntegro de las penas. Con ella se endurecían los requisitos para otorgar el tercer grado penitenciario a los terroristas no arrepentidos. El exministro dijo en su intervención de defensa de esta ley “supone un paso más en la fortaleza del Estado de Derecho que seguirá impulsando las reformas que sean necesarias para acabar con el terrorismo”.
Bajo el liderazgo de Michavila España fue la promotora del paso más importante en la construcción del Tercer Pilar de la Unión Europea, la Euroorden. Tras una reunión en Toledo impulsada por España los Estados miembros se comprometieron a ayudar en la persecución del terrorismo a través de la implantación de este mecanismo más ágil de extradición de delincuentes. Con la Euroorden la colaboración entre los países de la UE en la persecución del terror, del crimen organizado y de los delitos más graves pasó a superar el viejo mecanismo de la desconfianza por el nuevo de la confianza mutua y la cooperación entre Estados. La Euroorden supuso un paso de gigante entre la lucha contra el crimen en la UE. Fue bajo la presidencia de España de la UE cuando por primera vez se puso en marcha mediante un acuerdo firmado el  13 de junio de 2002.
Durante los cuatro años en que José María Michavila ocupó la responsabilidad del Ministerio de Justicia se impulsó mediante el diálogo un ambicioso proceso de modernización de la justicia: 146 leyes entre las que cabe destacar la ley de protección de las víctimas de la violencia doméstica, la ley de arbitraje, la ley concursal, la ley de modificación del enjuiciamiento criminal. En particular la ley de protección de víctimas de la violencia doméstica supone un avance sustancial en la sociedad. Esta ley busca dar un “rápido y sencillo procedimiento judicial para que la víctima obtenga un acción cautelar de naturaleza civil y penal", con lo que cambia la forma de afrontar estos conflictos sociales y da un marco de protección más amplio, especialmente a la mujer que antes de esta ley se encontraba casi totalmente desamparada. Por otro lado, la Ley Concursal se calificó como una de las tareas legislativas pendientes de mayor importancia en la modernización del ordenamiento jurídico. Dicha ley agrupaba la variada normativa vigente bajo un marco de flexibilidad que favoreció la unificación del sistema. También la Ley de Arbitraje supuso un gran avance para el Estado, ya que con ella se certificaba la notable expansión de este mecanismo y se exigía debido a ello una nueva regulación que se adaptará a ese alto tráfico jurídico.  
A través de la Ley 38/2002 se aprueba el modelo de juicios rápidos que introdujo las diligencias urgentes por las cuales se simplifica el proceso y se concentran distinto trámites en un breve espacio de tiempo. Se reduce el plazo de los trámites previos al juicio a 15 días lo que agiliza la justicia y reduce los plazos para obtener una sentencia.
De entre las 146 leyes aprobadas en esos años 4 iban exclusivamente dirigidas a paralizar la actuación de la banda terrorista ETA: Ley 2/2003, de 12 de marzo, de modificación de la Ley 32/1999, de 8 de octubre, de solidaridad con las víctimas del terrorismo; Ley 3/2003, de 14 de marzo, sobre la orden europea de detención y entrega; Ley 12/2003, de 21 de mayo, de prevención y bloqueo de la financiación del terrorismo; Ley 11/2003, de 21 de mayo, reguladora de los equipos conjuntos de investigación penal en el ámbito de la Unión Europea; Ley Orgánica 6/2002, de 27 de junio, de Partidos Políticos; Ley Orgánica 7/2003, de 30 de junio, de medidas de reforma para el cumplimiento íntegro y efectivo de las penas.
En estos cuatro años España impulsó la colaboración internacional en la persecución de delitos y delincuentes y en la lucha contra el terrorismo.
En marzo de 2004 y tras el atentado terrorista del 11 de marzo en la estación de Atocha en la que fueron asesinadas 191 personas, el Partido Popular perdió las elecciones. Michavila es designado como Presidente del Comité organizador del XIV Congreso del Partido Popular que eligió a Mariano Rajoy como Presidente del Partido.

## Actividad profesional
Tras once años de dedicación exclusiva a la política Michavila decide retomar su actividad profesional. En 2006 se traslada con su mujer Irene Vázquez y sus cuatro hijos a vivir a Londres. 
En 2006 es nombrado Senior Advisor de RBC (Royal Bank of Canada). 
De 2010 a 2016 fue asesor del fondo de infraestructuras JP Morgan IF donde representó a la entidad en el consejo de Puertos NOATUM. En esas mismas fechas fue miembro del global advisor board de la consultora norteamericana Oliver Wymann. 
En junio de 2008 funda junto con el exbanquero de JP Morgan Daniel de Fernando MdF Family Partners. Mdf Family Partners es una consultora pionera en su ámbito que asesora bajo criterios de la más estricta independencia a las familias tanto en la preservación de su patrimonio como en el relevo generacional y en el cumplimiento de los objetivos de la misión de ese patrimonio. Cuenta con sedes en Madrid, Barcelona, Nueva York, Miami y Londres asesorando  a más de cien familias de once nacionalidades.  La empresa cuenta con un equipo de más de cien profesionales. 
Funda en noviembre de 2009 MA Abogados, despacho que cuenta con sedes en Madrid, Sevilla, Valencia, Palma de Mallorca, Bilbao, Salamanca, Vigo y Marbella que en la actualidad reúne a cerca de cien abogados. Está dedicado a la abogacía de alto nivel, con equipos expertos en cada una de las prácticas del derecho de los negocios y que según el ranking publicado por el Diario Expansión se sitúa entre los treinta principales despachos españoles
Desde el año 2008 es profesor de Historia Contemporánea en el Máster de Humanidades de la UFV (Universidad Francisco de Vitoria).
Tras ayudar en la creación del Centro Juan Carlos I en la Universidad de Harvard (RCC Harvard) se ha mantenido en dicho programa como miembro del Advisory Board del Executive Program. Anualmente participa como ponente en el Executive Program que se desarrolla en Harvard.
El 23 de marzo de 2012 es nombrado Consejero Electivo del Consejo de Estado a propuesta del Gobierno de Mariano Rajoy y es renovado por medio de Real Decreto 1308/2018 de 22 de octubre por el Gobierno de Pedro Sánchez. También ha sido renovado en 2023 mediante Real Decreto 222/2023, de 28 de marzo.
Es autor de numerosas publicaciones, conferencias y publicaciones en periódicos nacionales. Entre sus libros destaca “La España del General Prim. "En busca de una monarquía útil a la democracia". "La Edad Democrática".

## Trabajo humanitario
En 1990 se unió a otros filántropos para fundar la Asociación Amigos de Silos que presidió hasta 1994 cuyo objeto es la conservación y de difusión de los valores benedictinos y su patrimonio y que pasó en 2004 a constituirse como Fundación de la que José María Michavila sigue siendo Patrono. 
También es Patrono Internacional  de la Fundación Amigos del Museo del Prado cuyo objetivo es respaldar económicamente el Museo del Prado a través de donaciones. 
Como miembro del patronato de la Fundación Pablo Horstmann realizó voluntariados con la fundación en Kenia. Además ayuda a financiar la escuelita de Irene Vázquez en Turkana.
También promueve la “Cátedra Irene Vázquez. Empresa centrada en la Persona” de la Universidad Francisco Vitoria, universidad de la que fue profesora Irene Vázquez. Dicha cátedra tiene como objetivo desarrollar una metodología  de transformación y cambio dentro de las empresas para adaptarse al entorno digital teniendo como centro el pleno desarrollo de las personas.
En noviembre de 2018 es reconocido por los Premios Gredos por su actividad solidaria.
En 2007 funda junto con Shakira, Alejandro Sanz, Miguel Bosé, Juanes y un nutrido grupo de artistas latinoamericanos la fundación de Ayuda a la Infancia en América Latina ALAS.
Es patrono de la fundación Contemplare, la Fundación Euro-América, la Fundación Silos y, desde 2022, de la Fundación de Norman Foster. 
En el año 2016 es patrono fundador de la Fundación Mencia que trata de promover la investigación para curar las denominadas enfermedades raras. esta Fundación nace por la madre de una niña  (Mencía) que sufre un tipo de mitocondriasis único en el mundo. 